# Erykah Badu
Erykah Badu (* 26. února 1971), rozená Erica Abi Wright, je americká R&B, soulová a hip-hopová zpěvačka a autorka písní, přední představitelka neo soulu. Některé její písně mají silný jazzový přesah. Někteří kritikové ji dokonce srovnávají s legendární Billie Holiday.
 Mezi její nejznámější singly patří „On & On”, „Part of My Life”, „Next Lifetime” nebo „Bag Lady”. Z její interpretace je slyšet, že ctí zpěváky jako Stevie Wonder, Marvin Gaye a Chaka Khan (o které prohlašuje, že je to její vůbec nejoblíbenější zpěvačka).
Je také známá svým módním vkusem – na začátku své hudební kariéry měla vlasy zakryté velkým barevným šátkem. Erykah Badu si také zahrála v několika filmech, například v Blues Brothers 2000.

## Hudební dráha
V roce 1997 jí vyšel kritikou vysoce ceněný debut Baduizm, který obsadil druhé místo americké albové hitparády. Single On & On obsadil dvanáctou příčku jak v americké, tak i britské singlové hitparádě. Album je charakteristické osobními texty a lehkým „jazzy” zvukem, který se ovšem opírá o výraznou basovou linku. Album je často citováno jako jedno z prvních neosoulových alb. Zpěv je propracovaný a její hlas takřka nezaměnitelný. Však je také někdy Erykah označována za Billie Holiday dneška. Všechny skladby na tomto albu si také Erykah produkovala sama. Baduizm se stalo trojnásobně platinovým a spolu se singlem On & On získalo cenu Grammy.
Během roku 1997 žila Erykah Badu s rapperem André 3000 ze skupiny OutKast, se kterým má také syna Sevena. Jejich vztah ale koncem devadesátých let skončil. Na konci roku 1997 ještě vyšlo živé album Live. Na tomto koncertě Erykah zpívala těhotná, což ovšem není na výsledku nijak znát. Album Live se umístilo na čtvrté příčce amerického žebříčku a stalo se dvakrát platinovým. Z této desky v rádiích zabodoval hit Tyrone. Text je o sobeckém a neohleduplném partnerovi.
Erykah Badu také spolupracovala se skupinou The Roots na jejich přelomové desce Things Fall Apart z roku 1999. Zazpívala si také v singlu You Got Me, který napsala společně s Jill Scott. Singl zabodoval v americké Top 40 a získal Grammy.
Následovala krátká odmlka, ve které se Erykah starala o dítě. Návrat přišel v roce 2000, kdy vyšlo album Mama’s Gun. Album má mnohem dravější zvuk než předchozí desky, hudebně se na něm podílel i baskytarista Pino Palladino. Remix písně Bag Lady sedm týdnu okupoval první místo amerického R&B singlového žebříčku. Album opět sklidilo pozitivní recenze, rozšifrovat některé texty je ovšem daleko těžší než u předchozích desek. I když toto album nemělo takový úspěch v hitparádách, stalo se i tak platinovým a singl Bag Lady byl nominován na cenu Grammy.
Třetí řadová deska se jmenuje Worldwide Underground, vyšla v září 2003. Erykah o něm v jednom rozhovoru prohlásila, že si přála, aby celé znělo jako jeden nepřerušovaný groove, Worldwide Underground se umístilo na třetí příčce americké albové hitparády a nedlouho po svém vydání se stalo zlatou deskou. Album bylo ve čtyřech kategoriích nominováno na cenu Grammy.
Následovala další odmlka, opět spojená s výchovou dítěte. Tentokráte to byla dcera Puma. V roce 2007 ovšem Erykah prozradila, že má rozpracované tři desky. První z nich – New Amerykah Part One (4th World War) – vyšla v únoru 2008. Ve spojených státech se jí zatím prodalo 359 tisíc kopií. Koncem března 2010 by měla vyjít navazující deska New Amerykah Part Two (Return of the Ankh).

## Diskografie
| Rok  | Album                                                                                    | Umístění | Certifikace             |  |
| Rok  | Album                                                                                    | USA      | Certifikace             |  |
| ---- | ---------------------------------------------------------------------------------------- | -------- | ----------------------- |  |
| 1997 | Baduizm - 1. studiové album - Vydáno: 11. února 1997                                     | 2        | Certifikace: 3x Platina |  |
| 1997 | Live - Live album - Vydáno: 18. listopadu 1997                                           | 4        | Certifikace: 2x Platina |  |
| 2000 | Mama's Gun - 2. studiové album - Vydáno: 31. října 2000                                  | 11       | Certifikace: Platina    |  |
| 2003 | Worldwide Underground - 3. studiové album - Vydáno: 16. září 2003                        | 3        | Certifikace: Zlato      |  |
| 2008 | New Amerykah Part One (4th World War) - 4. studiové album - Vydáno: 26. února 2008       | 2        |                         |  |
| 2010 | New Amerykah Part Two (Return of the Ankh) - 5. studiové album - Vydáno: 30. března 2010 |          |                         |  |